# Brothomstates
Lassi Nikko, plus connu sous le pseudonyme Brothomstates est un musicien électronique résidant à Helsinki en Finlande qui s'est fait connaître sur la demoscene sous le pseudonyme Dune avec le groupe Orange à la fin des années 1990 avant d'être révélé au grand public avec plusieurs disques chez Warp Records. Son premier album Kobn-Tich-Ey est parmi les premiers à sortir exclusivement en mp3.
En 2011 Nikko, cette fois sous le pseudonyme Airliner Series, ressort un EP, Muisto, sur le label Kimochi.

## Discographie

### Albums
- 1998 : Kobn-Tich-Ey - (autoproduction)
- 2001 : Claro - Warp Records

### EPs
- 2000 : Brothom States EP - Exogenic Records
- 2001 : Qtio - Warp Records
- 2003 : Rktic - Arcola
- 2006 : Brothomstrain vs Blamstates (avec Blamstrain) - Narita Records